# Thunder Way
Thunder Way es una banda de power metal, speed metal y metal neoclásico formada en Tirana, Albania. Sus letras hablan del paganismo y la sociología.

## Historia
Thunder Way tiene poca historia debido a que solamente duraron dos años (1993-1995). La banda tuvo un éxito nacional en 1995, al ganar el primer lugar en el festival de rock de Albania. Para algunos, es una de las mejores bandas albanesas de los 90. La banda se separó debido a que los miembros tenían diferencias creativas.
La banda solo lanzó un álbum de estudio, lanzado el mismo año en que se formó la banda. El EP se llama "The Order Executors" e incluye nueve canciones.
La banda renacerá en 2023, reaparecerá en la capital albanesa para sacar un nuevo álbum con una agrupación nueva y con un concepto nuevo. Sus integrantes serán dos albaneses (batería) (bajo) un inglés (guitarra) un italiano (teclados) y un mexicano (vocalista) teniendo como géneros principales: "power metal" "speed metal" y "Metal Neoclásico".

## Integrantes

### Exintegrantes
- Elton Deda - vocal (1993 - 1995)
- Bledar Sejko - guitarra (1993 - 1995)
- Artan Xheladini - guitarra (1993 - 1995)
- Mit'hat Laro - bajo (1993 - 1995)
- Alban Laro - teclados (1993 - 1995)
- Roland Fusha - batería (1993 - 1995)
- Richard Caballé - Vocal (Actual)

## Discografía

### Álbumes de estudio
- 1993: "The Order Executors"